# Toussian (langue)
Pour les articles homonymes, voir Toussian.
Le toussian (ou tusiã, tusian, tusya) est un ensemble de langues gour, parlées au sud-ouest du Burkina Faso par les populations Toussian. 
On distingue deux formes, le toussian du Nord et le toussian du Sud, dont l'intelligibilité mutuelle ne dépasse pas 40-45 % : 
- le toussian du Nord[1] ;
- le toussian du Sud (ou win[2]).